# Hershel Shanks
Pour les articles homonymes, voir Shanks.
Hershel Shanks est un avocat et auteur américain, né le 8 mars 1930 à Sharon en Pennsylvanie et mort le 5 février 2021.
Après avoir exercé le métier d'avocat, il s'intéresse à l'archéologie biblique et fonde en 1975 la Biblical Archaeology Review, dont il est le rédacteur en chef. Shanks est l'auteur de nombreux livres et articles sur le sujet.

## Biographie
Hershel Shanks est le fils d'un commerçant établi à Sharon en Pennsylvanie. Il obtient un baccalauréat universitaire (B.A. degree) en anglais du Haverford College, une maîtrise (Master of Arts, M.A.) en sociologie de l'université Columbia et un Bachelor of Laws de la faculté de droit de Harvard,. Il travaille à Washington en tant que juriste pour le département de la Justice, puis pratique le droit dans le secteur privé. Il publie des articles dans des revues juridiques, ainsi qu'un ouvrage consacré au juge Learned Hand. En 1972, il prend un congé afin d'écrire un roman mettant en scène le roi Saül et s'installe en Israël avec sa femme et ses enfants. Sa visite de la vieille ville de Jérusalem l'amène à s'intéresser à l'archéologie biblique. Il publie en 1973 The City of David: A guide to Biblical Jerusalem. En 1975, de retour aux États-Unis, il fonde une brochure consacrée au sujet, la Biblical Archaeology Review. Hershel Shanks rédige lui-même tous les articles des premiers numéros. Publiée sans le contrôle d'un comité de lecture, celle-ci est accueillie avec scepticisme par les professionnels. Il lance le bimensuel Bible Review en 1984 et fait l'acquisition du magazine Moment en 1987. Il démissionne alors de son cabinet d'avocat. Ses ouvrages sont publiés par la Biblical Archaeology Society. Il fonde un nouveau magazine, Archaeology Odyssey, en 2000.
Sans se prévaloir du titre d'archéologue, Hershel Shanks démocratise le domaine de l'archéologie biblique dans ses magazines, livres et conférences. Richard Bernstein, du New York Times, estime qu'il est « probablement l'amateur d'archéologie biblique le plus influent » (« probably the world's most influential amateur biblical archeologist »). Shanks entretient des relations parfois conflictuelles avec le milieu universitaire. Il fait campagne pour que les manuscrits de la mer Morte soient rapidement rendus accessibles aux chercheurs et critique le travail de John Strugnell, qui dirige le projet de publication des manuscrits,. Durant les années 1990, il est poursuivi par Elisha Qimron pour violation de droit d'auteur après avoir publié certains de ses textes dans A Facsimile Edition of the Dead Sea Scrolls sans avoir obtenu son autorisation.
Shanks a signé des articles d'opinion dans le New York Times et le Washington Post. Ses textes ont également été publiés par des magazines comme Commentary et The American Scholar (en), ainsi que des revues savantes, dont Israel Exploration Journal et Jewish Quarterly Review. Il est apparu à la télévision dans plusieurs programmes, dont l'émission de vulgarisation scientifique Nova, diffusée par le réseau de télévision public PBS.

## Publications
- Hershel Shanks, The City of David: A guide to Biblical Jerusalem, Bazak 1973
- Hershel Shanks and Benjamin Mazar, Recent Archaeology in the Land of Israel, Biblical Archaeology Society 1985,  (ISBN 0-9613089-2-3)
- Hershel Shanks, Ancient Israel: A Short History from Abraham to the Roman Destruction of the Temple, Prentice Hall College Div 1988,  (ISBN 0-13-036435-5)
- Hershel Shanks, editor, Early Israel, Biblical Archaeology Society 1990,  (ISBN 0-685-45487-8)
- Hershel Shanks, editor, Christianity and Rabbinic Judaism: A Parallel History of Their Origins and Early Development, Biblical Archaeology Society 1992,  (ISBN 1-880317-08-7)
- Hershel Shanks, In the Temple of Solomon and the Tomb of Caiaphas, Biblical Archaeology Society 1993,  (ISBN 1-880317-11-7)
- Hershel Shanks, editor, Understanding the Dead Sea Scrolls: A Reader From the Biblical Archaeology Review, Vintage Press reprint 1993,  (ISBN 0-679-74445-2)
- Hershel Shanks and Suzanne F. Singer, editors, Cancel My Subscription: The Best of Queries and Comments from Letters to Biblical Archaeology Review, Biblical Archaeology Society 1995,  (ISBN 1-880317-44-3)
- Hershel Shanks, Jerusalem: : An Archaeological Biography, Random House 1995,  (ISBN 0-679-44526-9)
- Hershel Shanks, The Mystery and Meaning of the Dead Sea Scrolls, Vintage Press 1999,  (ISBN 0-679-78089-0)
- Hershel Shanks, Dave Clark (illustrator), 101 Best Jewish Jokes, Biblical Archaeology Society 1999,  (ISBN 0-9671632-1-8)
- Hershel Shanks, editor, Abraham & Family: New Insights into the Patriarchal Narratives, Biblical Archaeology Society 2000,  (ISBN 1-880317-57-5)
- Hershel Shanks and Ben Witherington III, The Brother of Jesus : The Dramatic Story & Meaning of the First Archaeological Link to Jesus & His Family, HarperSanFrancisco 2003,  (ISBN 0-06-055660-9)
- Hershel Shanks, editor, City of David: Revisiting Early Excavations, English translations of Reports by Raymond Weill and Louis-Hugues Vincent, Notes and Comments by Ronny Reich, Biblical Archaeology Society 2004,  (ISBN 1-880317-70-2)

### Mémoires
- Freeing the Dead Sea Scrolls and Other Adventures of an Archaeology Outsider,  (ISBN 978-1-4411-5217-6), Continuum Books, 2010.